# SS Nenana
Pour les articles homonymes, voir Nenana.
Le SS Nenana est un bateau à roues à aubes lancé en 1933 pour l'Alaska Railroad. Il assurait le transfert de marchandises des gares de triage de Nenana aux villages le long des rivières Yukon et Tanana jusqu'aux années 50. Il a été racheté pour être conservé et exposé comme navire musée au Pioneer Park, un jardin public de la ville de Fairbanks en Alaska.

## Historique
L'architecte de marine W.C. Nickum de Seattle a conçu le bateau à aubes, qui a été préfabriqué à Seattle et assemblé à Nenana, en Alaska, par la Berg Shipbuilding Company. Nenana a été lancé en mai 1933 pour transporter à la fois des passagers et du fret. Il avait des logements pour 48 passagers sur son pont carré. Il pouvait embarquer jusqu'à 300 tonnes de fret (dont deux tonnes en chambre froide). Une structure à l'avant, surmontée d'un poste de pilotage, fournissait des cabines pour une partie de l'équipage de 32 personnes. Nenana pouvait pousser cinq ou six barges sur le fleuve Yukon ; mais, à cause de virages serrés, un seul sur la rivière Tanana.
Durant la Seconde Guerre mondiale, une base aérienne s'est installée près de Nenana. Des avions de chasse ont été fournis à l'Union soviétique ainsi que le transport de fournitures à un certain nombre d'établissements militaires dans le système de défense avancé en Alaska. Le navire a servi au transport pour la base aérienne. Après la fin de la guerre, la baisse des revenus passagers qui avait été arrêtée par la guerre s'est poursuivie. Alaska Railroad a suspendu tous les services de passagers fluviaux après la saison 1949. À la fin de la saison de navigation de 1952, le Nenana a été remis en état , mais il n'a fait qu'un seul voyage vers le nord pour l'Alaska Railroad avant d'être mis hors service jusqu'à ce qu'une société nouvellement formée, Yutana Barge Lines, loue l'ensemble de la flotte de l'Alaska Railroad en 1954. Yutana Barge Lines a exploité Nenana pour transporter du fret sur les rivières pendant une saison, mais l'a abandonnée car non rentable.

## Préservation
L'Administration des services généraux a lancé un appel d'offres sur Nenana le 10 décembre 1955. Toutes les offres ont été rejetées car trop basses jusqu'à ce qu'un groupe avec des associations à la Chambre de commerce se forme pour amener Nenana à Fairbanks. Ce groupe, Greater Fairbanks Opportunities, Inc., a acheté le bateau à vapeur, l'a fait remonter jusqu'à Fairbanks et l'a ouvert comme navire-musée en 1957. Pendant un certain temps, pendant une grave pénurie de chambres, Nenana a également fonctionné comme hôtel. 
Les intempéries et la négligence ont endommagé Nenana à son poste d'amarrage sur la rivière, et pour la protéger, la préserver, le navire a été déplacé vers un poste d'amarrage à sec et protégé  en 1965. Nenana est devenu la pièce maîtresse de "Alaskaland", un parc historique à Fairbanks. Il a été inscrit au registre national des lieux historiques en 1972. 
Un vaste programme de restauration a été lancé pour lui rendre son ancienne gloire. La dernière phase de ces travaux a permis de reconstruire la proue et de renouveler ses ponts. Il est le seul navire en bois survivant de ce type, et a été pour cette raison déclaré monument historique national en 1989. Environ 70 à 90 pour cent de ses matériaux originaux sont restés à cette époque. De l'extérieur, le bateau ressemble beaucoup à ce qu'il était au cours de sa vie d'exploitation. Bien que l'intérieur, en particulier le rouf principal avant, le rouf du salon et le rouf Texas, ait été considérablement modifié, des caractéristiques importantes telles que la salle des machines restent intactes.  

## Galerie

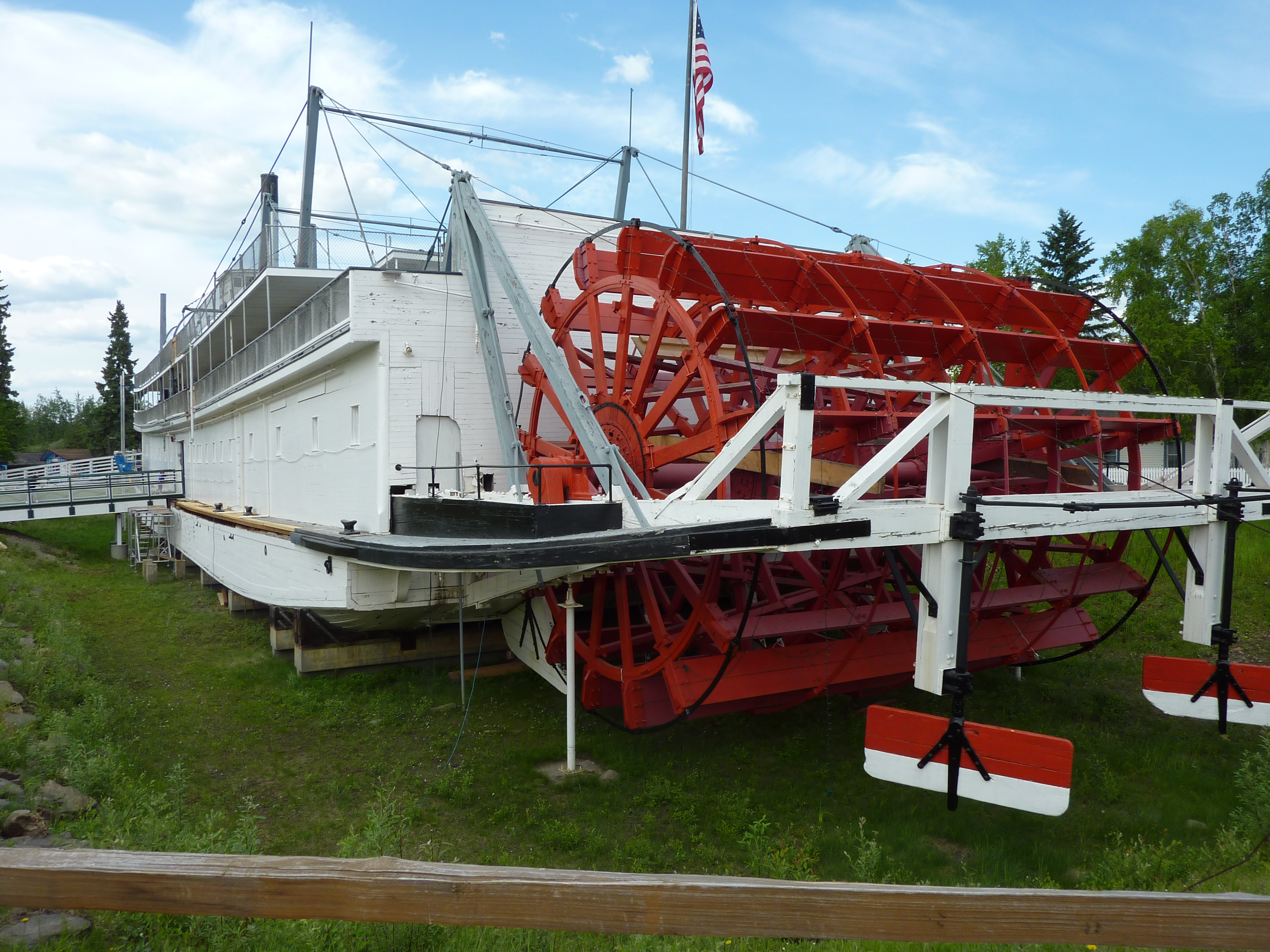
SS Nenana en 2011
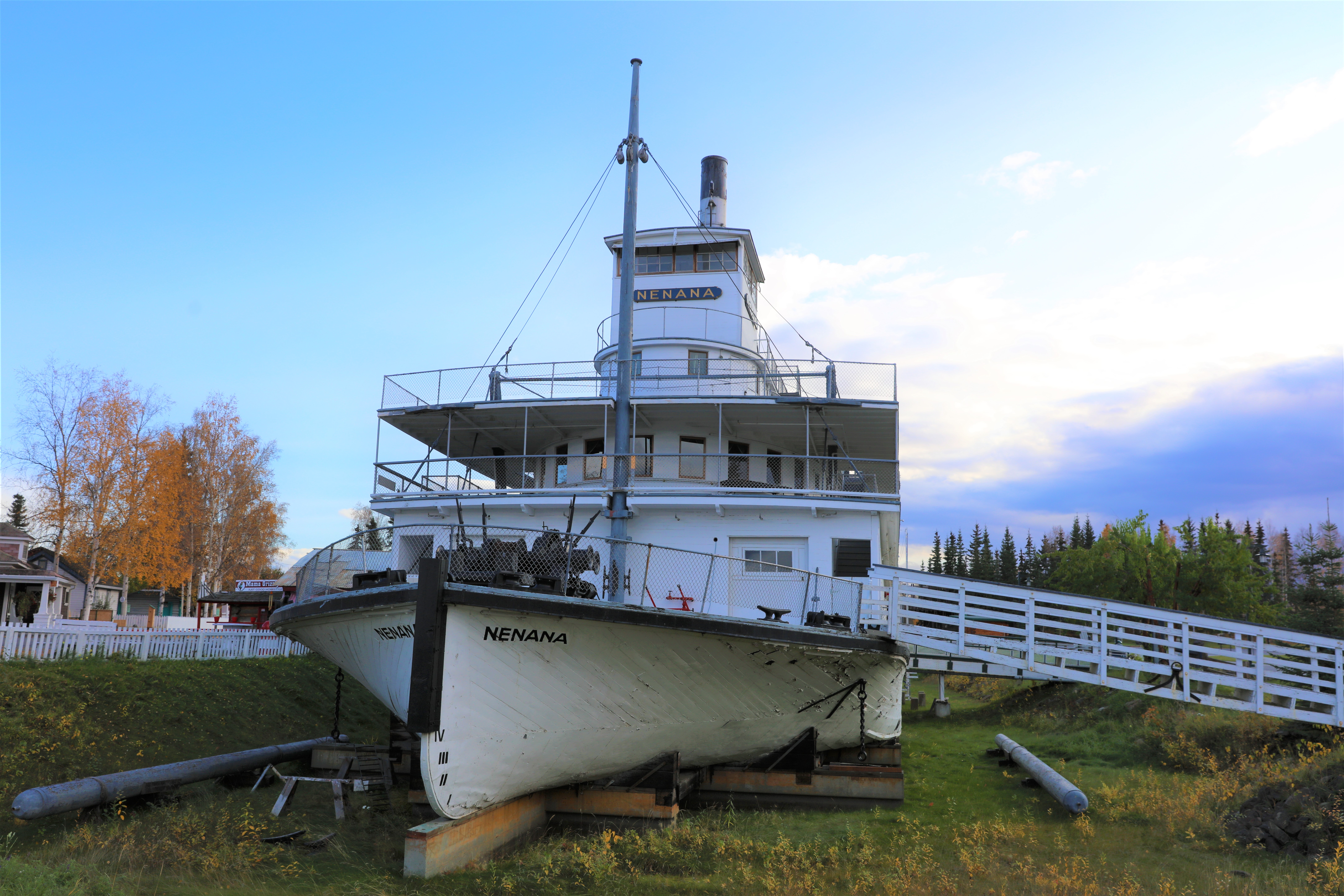
Vue avant
Poste de pilotage